# Шлях у порожнечу (телесеріал)
«Шлях у порожнечу» (рос. Дорога в пустоту) — українсько-російський телесеріал 2012 року виробництва української студії «FILM.UA» та російської компанії «Intra Communications, Inc.», знятий режисером Ганною Гресь.

## Сюжет
Дії у фільму відбуваються з 1989 по 1999 рік. Це період розвалу Радянського Союзу та перших років незалежності України. У провінційному містечку Рибацький справжній українській глибинці, як і десятки тисяч інших людей в ці не прості роки живе головна героїня мелодрами — Марина Бурцева. Її мама померла від невиліковної хвороби, коли донька була ще юною. Батько жорстко виховує свою доньку, не даючи їй ні в чому спуску. До того ж він частенько заглядає з друзями до чарчини. Тоді Марина намагається сидіти у своїй кімнаті тихо і не виходити з неї, адже жорстокий батько може підняти на свою дівчину руку.
Так він поступово ламається під ударами долі. А коли з'являється шанс заробити на власній доньці — не вагаючись «продає» Марину на заробітки в місто її рідному дядьку Миколі Михайловичу.
Втім дівчина проявила свій сильний характер. У поїзді від дядька її врятувала провідниця Ніна Петрівна. Вона й надалі, коли батько знову відмовився від неї, підтримувала дівчину: взяла на квартиру, знайшла їй роботу. Однак, доля завдає їй ударів знов та знов: сумнівна кампанія, міліція, перша любов, крадіжка грошей, жіноча колонія і початок нового життя в 1994 році знову з нуля…

## У ролях
- Світлана Смирнова-Марцинкевич — Марина Бурцева
- Кирило Жандаров — Гліб Семенов, актор, далі кооператор
- Олександра Тюфтей — Катя Бєлоглазова, подруга Марини
- Наталія Суркова — Ніна Петрівна, провідниця
- Борис Каморзін — Леонід Іванович Зуйков, депутат, тесть Гліба
- Алла Масленнікова — Лія Карлівна Зуйкова, теща Гліба
- Євген Єфремов — Іван Іванович Сєдих, начальник оперчастини в колонії
- Юріс Лауціньш — Олександр Бурцев, батько Марини
- Тимофій Трибунцев — Микола Михайлович, дядько Марини
- Міхал Жебровський — Дмитро Геннадійович Дроздовський, бізнесмен
- Петро Томашевський — Петя Островерхов, колишній однокласник Марини

Другорядні ролі озвучували: Євген Пашин, Дмитро Завадський, Борис Георгієвський, Михайло Жонін, Юрій Ребрик, Володимир та Дмитро Терещуки, Анатолій та Тетяна Зіновенки, Наталя Поліщук.

## Українське багатоголосе закадрове озвучення
Українською мовою серіал озвучено студією «Так Треба Продакшн» на замовлення телеканалу «FilmUADrama» у 2018 році. Ролі озвучували: Олександр Шевчук, Дмитро Терещук, Наталя Поліщук і Вікторія Левченко.